# Michel en plongée
Michel en plongée est le quatorzième roman de la série Michel par Georges Bayard. Ce roman a été édité pour la première fois dans la Bibliothèque verte en 1964 sous le no 259 de la collection. L'épisode suivant est Michel chez les Gardians.

## Résumé
Michel  passe ses vacances dans un hameau à moitié englouti sous les eaux. Dès son arrivée, la ferme de oncle Anthonime reçoit des visiteurs et une mystérieuse accusation sur l'oncle et met en jeu l'honneur de toute la famille.  C'est peut-être au fond du lac que Michel devra chercher la vérité, au prix de quelques aventures.

## Les personnages
- Michel Thérais, grand, brun (cheveux ondulés), front haut, visage intelligent et souriant, menton un peu carré volontaire, portrait de son père Lucien.
- Marine, amie de Michel,
- Arthur.

## Les différentes éditions
- 1964 : Bibliothèque verte, cartonné no 259, texte original. Illustré par Philippe Daure.
- 1996 : Bibliothèque verte, format de poche souple , texte original. Illustré par Philippe Daure.